# Xena: Warrior Princess
Xena: Warrior Princess (literalment en català, "Xena: la princesa guerrera") és una sèrie de televisió originalment emesa entre el 15 de setembre de 1995 i el 18 de juny de 2001. Ambientada a l'antiga Grècia, narra les aventures de Xena (Lucy Lawless) i Gabrielle (Renee O'Connor), dues grans guerreres, parella inseparable, que lluiten contra les injustícies de l'època. L'argument consta d'una sèrie d'aventures que barreja història i mitologia i transcorre principalment en l'antiga Grècia, encara que es permet diverses llicències pel que fa a la localització temporal. Els seus protagonistes també viatgen a llocs diversos com Escandinàvia, la Xina, l'Índia o Egipte.

## Argument
Xena: la princesa guerrera conta les aventures de la guerrera Xena (interpretada per Lucy Lawless), que després de diversos anys com a temible senyora de la guerra, aconsegueix redimir el seu passat gràcies a l'heroi Hèracles (Kevin Sorbo).
A partir d'aquest moment, Xena farà tot el possible per lluitar pel bé i la pau, lluitant contra guerrers despietats, déus, dimonis.
A més a més compta, en tots els seus viatges, amb la companyia de Gabrielle (Renee O'Connor), la seva amiga fidel. Resulta interessant la seva evolució al llarg de la sèrie, des d'una camperola innocent fins a una poderosa guerrera, la seva història és considerada una trama paral·lela tan important com la de la redempció de Xena.

## Repartiment
A més de les protagonistes Xena i Gabrielle, la sèrie també està interpretada per una àmplia varietat de personatges secundaris, incloent-hi enemics i alguns bons amics.
| Personatge     | Rol del personatge                                                        | Intèrpret                    |
| -------------- | ------------------------------------------------------------------------- | ---------------------------- |
| Xena           | Amàzona guerrera                                                          | Lucy Lawless                 |
| Gabrielle      | Camperola i guerrera Amiga/parella de Xena                                | Renee O'Connor               |
| Afrodita       | Deessa de l'amor                                                          | Alexandra Tydings            |
| Alti           | Amàzona xaman. Enemiga                                                    | Claire Stansfield            |
| Amarice        | Deixeble de guerrera                                                      | Jennifer Sky                 |
| Ares           | Déu de la guerra                                                          | Kevin Smith                  |
| Autolycus      | Suposat Rei dels lladres. Amic.                                           | Bruce Campbell               |
| Borias         | Antic amant de Xena i pare del seu fill, Solan                            | Marton Csokas                |
| Bruto          | Mà dreta de César                                                         | Grant Triplow David Franklin |
| Callisto       | Nèmesis de Xena. Enemiga                                                  | Hudson Leick                 |
| César          | Líder romà que manté una relació d'amor-odi amb Xena                      | Karl Urban                   |
| Cyrene         | Mare de Xena                                                              | Darien Takle                 |
| Princesa Diana | Alter ego de Xena                                                         | Lucy Lawless                 |
| Discordia      | Deessa del caos i el castig                                               | Meighan Desmond              |
| Eli            | Curador, mestre i profeta d'una nova religió. Amic.                       | Tim Omundson                 |
| Ephiny         | Reina regent de les Amàzones                                              | Danielle Cormack             |
| Eva            | Filla pacifista de Xena, abans Livia durant els seus dies com a guerrera. | Adrienne Wilkinson           |
| Hades          | Déu del Inframon                                                          | Erik Thomson Stephen Lovatt  |
| Hèracles       | Semidéu, redemptor de Xena                                                | Kevin Sorbo                  |
| Hope           | Filla diabòlica de Gabrielle                                              | Amy Morrison Renee O'Connor  |
| Iolus          | Millor amic d'Hèracles                                                    | Michael Hurst                |
| Joxer          | Amic de Xena i Gabrielle. Vol ser guerrer.                                | Ted Raimi                    |
| Lao Ma         | Mestra de Xena                                                            | Jacqueline Kim               |
| Meg            | Altre Alter ego de Xena                                                   | Lucy Lawless                 |
| Pompeyo        | Rival directe de Cèsar a l'Imperi romà                                    | Jeremy Callaghan             |
| Salmoneus      | Mercader                                                                  | Robert Trebor                |
| Solan          | Fill de Xena i Borias                                                     | David Taylor Nicko Vella     |
| Virgilio       | Rapsoda i guerrer, fill del Joxer i la Meg.                               |                              |

## Al voltant de la sèrie

### Ambientació històrica
La sèrie pren lliurement noms i temes de diverses mitologies de tot el món, principalment de la grega, adaptant-los per a satisfer les demandes de la trama. Sovint fan nombroses aparicions i s'atribueixen el mèrit de resoldre importants conflictes històrics als personatges principals.
Per exemple, en la sèrie es dona una trobada amb Homer abans que fos famós, a qui Gabrielle anima a narrar històries, també succeeix la caiguda de Troia, la captura de Juli Cèsar per pirates, amb Xena com a líder així com la Capsa de Pandora.

### Temàtiques
Encara que la història transcorre en èpoques antigues, les temàtiques narrades són bàsicament contemporànies: responsabilitzar-se dels errors del passat, el valor de la vida, la llibertat, el sacrifici i l'amistat. Encara que la sèrie de vegades tracta dilemes ètics, com la moralitat del pacifisme, la trama poques vegades dona solucions inequívoques.

### Estil narratiu
La sèrie és una barreja d'estils que oscil·la entre el melodrama, la comèdia, l'acció i l'aventura. El flexible marc fantàstic de la sèrie permet un ampli espectre d'estils. Un exemple d'això és l'original episodi musical, The Bitter Suite.

### Producció
La sèrie va ser creada pels directors i productors Robert Tapert i John Schulian, amb l'ajuda dels productors Sam Raimi i RJ Stewart. La idea va sorgir a partir de Xena, un personatge secundari de la primera temporada de Hercules: The Legendary Journeys.
Ha estat produïda per la Pacific Renaissance Pictures Ltd, dels mateixos productors de la sèrie, i fou distribuïda per Universal Studios. Rodada a Nova Zelanda, es tracta d'una coproducció entre aquest país i els Estats Units.
La sèrie es va mantenir en l'aire durant sis temporades als Estats Units, entre 1995 i 2001, convertint-se en la més reeixida de les sèries sindicades del moment i arribant a ser un autèntic fenomen social al llarg de tot el món. De fet, és considerada una de les millors sèries de la història per la revista TV Guide i, avui dia, el fanatisme per la sèrie continua actiu a Internet.

## Llegat i influència
Aquesta sincronia d'eres i fusió d'elements històrics i mítics genera l'ascens del programa fins a ser considerat com a sèrie de culte durant els anys 90 i principis dels anys 2000. La sèrie va començar a tenir un nodrit grup de seguidors de tot el món que, a través d'Internet, debatien i opinaven sobre la sèrie. Encara avui en dia, la sèrie segueix conservant molts fans.
Aquesta sèrie d'aventures, vista en més de vuitanta-sis països dels cinc continents, ha rebut diversos premis, incloent un Emmy. A més, aprofitant l'èxit, s'han comercialitzat nombrosos productes sobre ella, com ara episodis en DVD, una pel·lícula, llibres, còmics o videojocs.
La influència de la sèrie fora de la pantalla arriba a sectors com la comunitat lèsbica o l'astronòmica, així com a altres sèries de televisió i pel·lícules.

## Guardons rebuts
| Any                                      | Premis                                                                      | Guanyador                                                                 | Resultat   |
| Premis Emmy:                             |                                                                             |                                                                           |            |
| 1997                                     | Millor composició musical en una serie (estil dramátic)                     | Joseph LoDuca                                                             | Nominada   |
| 1998                                     | Millor música i lletra                                                      | Joseph LoDuca y Dennis Spiegel                                            | Nominada   |
| 1999                                     | Millor composició musical en una serie (estil dramàtic)                     | Joseph LoDuca                                                             | Nominada   |
| 2000                                     | Millor composició musical en una serie (estil dramàtic)                     | Joseph LoDuca                                                             | Ganadora   |
| 2001                                     | Millor composició musical en una serie (estil dramàtic)                     | Joseph LoDuca                                                             | Nominada   |
| 2002                                     | Millor composició musical en una serie (estil dramàtic)                     | Joseph LoDuca                                                             | Nominada   |
| ASCAP Film and Television Music Awards:  |                                                                             |                                                                           |            |
| 1997                                     | Millor sèrie de televisió                                                   | Joseph LoDuca                                                             | Guanyadora |
| 1998                                     | Millor sèrie de televisió                                                   | Joseph LoDuca                                                             | Guanyadora |
| 1999                                     | Millor sèrie de televisió                                                   | Joseph LoDuca                                                             | Guanyadora |
| 2000                                     | Millor sèrie de televisió                                                   | Joseph LoDuca                                                             | Guanyadora |
| 2000                                     | Millor sèrie de televisió                                                   | Joseph LoDuca                                                             | Guanyadora |
| Premis Saturn:                           |                                                                             |                                                                           |            |
| 1997                                     | Millor actriu de televisió                                                  | Lucy Lawless                                                              | Nominada   |
| 1998                                     | Millor sèrie per cable o sindicació                                         |                                                                           | Nominada   |
| New Zealand Film and TV Awards:          |                                                                             |                                                                           |            |
| 1998                                     | Millor contribució al disseny                                               | Ngila Dickson                                                             | Guanyadora |
| Premis GLAAD als mitjans de comunicació: |                                                                             |                                                                           |            |
| 1998                                     | Millor episodi de televisió                                                 | Episodio Here She Comes...Miss Amphipolis (Aquí torna... Miss Amphipolis) | Nominada   |
| Golden Reel Award :                      |                                                                             |                                                                           |            |
| 1998                                     | Millor edició de so - Episodi de televisió - Diàleg i doblatge              |                                                                           | Nominada   |
| 1999                                     | Millor edició de so - Episodi de televisió - Efectes de so i efecte de sala |                                                                           | Nominada   |
| 1999                                     | Millor edició de so - Episodi de televisió - Música                         |                                                                           | Nominada   |
| 1999                                     | Millor edició de so - Episodi de televisió - Diàleg i doblatge              |                                                                           | Nominada   |
| 2001                                     | Millor edició de so - Episodi de televisió - Música                         | Philip Tallman                                                            | Nominada   |
| 2002                                     | Millor edició de so - Episodi de televisió - Música, episodi live action    | Philip Tallman                                                            | Nominada   |